# Richard Wilson (brytyjski aktor)
Richard Wilson (właśc. Ian Colquhoun Wilson, ur. 9 lipca 1936 w Greenock) – szkocki aktor i reżyser, znany m.in. z roli Victora Meldrew, głównego bohatera sitcomu Jedną nogą w grobie (1990–2000).

## Kariera

### Młodość i kariera teatralna
Jako młody człowiek Wilson interesował się przede wszystkim naukami przyrodniczymi. Zasadniczą służbę wojskową odbył pracując w szpitalu polowym w Singapurze, a następnie został pracownikiem laboratorium w jednym ze szpitali w Glasgow. Na podjęcie kariery aktorskiej zdecydował się w wieku 27 lat. Ukończył studia na Royal Academy of Dramatic Art w Londynie, a następnie dostał etat w Traverse Theatre w Edynburgu. Później był stałym członkiem zespołów teatrów w Glasgow i Manchesterze. Gościnnie występował także m.in. w Królewskim Teatrze Narodowym w Londynie, w Ambassadors Theatre na West Endzie czy z Royal Shakespeare Company, gdzie grał Malvolia w sztuce Szekspira Wieczór Trzech Króli. Do jego najbardziej znanych ról teatralnych należą także Vladimir w Czekając na Godota Becketta czy tytułowy bohater dramatu Wujaszek Wania Czechowa.
W późniejszej części swojej kariery Wilson zajął się również reżyserią teatralną, specjalizując się zwłaszcza w sztukach autorów współczesnych, często debiutujących jako dramaturdzy. Reżyserowane przez niego spektakle były wystawiane w całej Wielkiej Brytanii, a szczególnie w Londynie i Manchesterze. Wilson jest również jednym z honorowych patronów Szkockiego Teatru Młodzieży.

### Film i telewizja
Wilson zadebiutował w telewizji w 1965 występem w inscenizacji Romea i Julii. W 1970 po raz pierwszy wystąpił w filmie kinowym, którym był średniometrażowy obraz Junket 89. W kolejnych latach wystąpił w kilkudziesięciu różnych filmach i serialach, m.in. Jaś Fasola, Doctor Who, Ojciec Ted czy Emmerdale. Największą popularność przyniosła mu rola wyjątkowo zrzędliwego emeryta Victora Meldrew, którego zagrał w serialu BBC Jedną nogą w grobie, emitowanym od 1990 do 2000. Od 2008 do 2012 należał do głównej obsady innego serialu BBC, utrzymanych w konwencji fantasy Przygód Merlina, gdzie wcielał się w rolę nadwornego lekarza Gajusza.

## Nagrody i wyróżnienia
Wilson jest kawalerem Orderu Imperium Brytyjskiego klasy Oficer (OBE), który otrzymał w 1994 za zasługi dla brytyjskiego teatru. Jest również dwukrotnym laureatem Nagrody Telewizyjnej BAFTA w kategorii Najlepszy występ rozrywkowy za Jedną nogą w grobie (1992, 1994). W roku 2000 otrzymał nagrodę TMA (przyznawaną przez organizację branżową zrzeszającą osoby zarządzające teatrami w Wielkiej Brytanii) dla najlepszego brytyjskiego reżysera teatralnego. W 1996 został wybrany na honorową funkcję rektora University of Glasgow, którą pełnił przez trzyletnią kadencję.

## Życie prywatne
Aktor otwarcie przyznaje się do swojego homoseksualizmu. W roku 2008 poprowadził ceremonię rozdania nagród Stonewall, uznawanych za najważniejsze wyróżnienie dla osób (również heteroseksualnych) działających na rzecz równouprawnienia wszystkich orientacji seksualnych w Wielkiej Brytanii. Jest także zwolennikiem Partii Pracy. Przed wyborami w 2010 roku użyczył swojego głosu do nagrania wersji audio programu wyborczego tego ugrupowania, z myślą o wyborcach niemogących, przede wszystkim ze względów zdrowotnych, zapoznać się z wersją drukowaną.